# Porte-des-Bonnevaux
Porte-des-Bonnevaux es una comuna nueva francesa situada en el departamento de Isère, de la región de Auvernia-Ródano-Alpes.

## Historia
Fue creada el 1 de enero de 2019, en aplicación de una resolución del prefecto de Isère de 12 de noviembre de 2018 con la unión de las comunas de Arzay, Commelle, Nantoin y Semons, pasando a estar el ayuntamiento en la antigua comuna de Semons.

## Demografía
Según los datos aportados en la resolución del prefecto de Isère, la comuna se crea con 2023 habitantes.

## Composición
| Comuna fusionada | Código INSEE | Población (2016) | Superficie (km²) | Densidad (hab./km²) |
| ---------------- | ------------ | ---------------- | ---------------- | ------------------- |
| Arzay            | 38016        | 230              | 9.79             | 23                  |
| Commelle         | 38121        | 947              | 67               | 67                  |
| Nantoin          | 38274        | 472              | 9.5              | 50                  |
| Semons           | 38479        | 362              | 10.55            | 34                  |